# Lucius Tutilius Lupercus
Lucius Tutilius Lupercus war ein im 1. und 2. Jahrhundert n. Chr. lebender Angehöriger des römischen Senatorenstandes.
Durch ein Militärdiplom, das auf den 5. Juli 115 datiert ist, ist belegt, dass Lupercus im Jahr 115 Statthalter (Legatus Augusti pro praetore) in der Provinz Moesia superior war. Da die Statthalterschaft in Moesia superior konsularen Rang hatte, musste Lupercus vor dem Jahr 115 einen Suffektkonsulat erreicht haben; vermutlich war dies entweder im Jahr 106 oder im Jahr 108 der Fall.
In dem Militärdiplom steht auf der Außenseite das Praenomen L(ucius), während auf der Innenseite C(aius) angegeben ist. Aus der senatorischen Familie Tutilia sind ein Lucius Tutilius Lupercus Pontianus, ordentlicher Konsul des Jahres 135 und ein Lucius Tutilius Pontianus Gentianus, Suffektkonsul im Jahr 183, bekannt; da in einer Familie weitgehend ein bestimmtes Praenomen bevorzugt wurde, ist von dem Praenomen Lucius auszugehen.